# Раве, Сирьян
Сирьян Раве (фр. Cyrian Ravet; род. 5 сентября 2002, Десин-Шарпьё) — французский тхэквондист, член сборной Франции. Бронзовый призёр летних Олимпийских игр 2024 года, бронзовый призёр III Европейских игр 2023 года, двукратный чемпион Европы 2021 и 2022 годов. Участник летних Олимпийских игр 2024 года в Париже.

## Карьера
Сирьян Раве родился 5 сентября 2002 года в Лионе, во Франции. Попробовав свои силы в баскетболе и футболе, в возрасте 8 лет начал заниматься тхэквондо.
На чемпионате Европы 2021 года Сирьян впервые стал чемпионом Европы, в возрасте 18 лет, победив в финале испанца Адриана Висенте Юнту.
На олимпийском квалификационном турнире, который состоялся в Софии 7 мая 2021 года, Раве проиграл в полуфинале турнира венгру Омару Гергели Салиму и не смог отобраться на Олимпийские игры 2020 года в Токио.
На чемпионате Европы 2022 года француз сохранил свой европейский титул, победив действующего олимпийского чемпиона Вито Дель Аквилу в полуфинале, а затем ирландца Джека Уоллей в финале.
На Европейских играх 2023 года Раве завоевал бронзовую медаль в категории до 58 кг.
На летних Олимпийских играх в 2024 году в Париже, в категории до 58 кг завоевал бронзовую медаль, в схватке за третье место победил соперника из Италии Вито Дель Аквилу.